# リース (小惑星)
リース (4327 Ries) は小惑星帯の小惑星である。キャロライン・シューメーカーがパロマー天文台で発見した。
Lutz D. SchmadelのDictionary of Minor Planet Namesによれば、ドイツ、バイエルン州にある隕石クレーター、ネルトリンガー・リースから命名された。英語版Wikipediaではハンガリー生まれの天文学者、Judit Györgyey Riesから命名されたとしている。